# Murrhardt
Murrhardt is een plaats in de Duitse deelstaat Baden-Württemberg, gelegen in het Rems-Murr-Kreis. De stad telt 14.026 inwoners.

## Geografie
Murrhardt heeft een oppervlakte van 71,13 km² en ligt in het zuidwesten van Duitsland.
Alfdorf ·
Allmersbach im Tal ·
Althütte ·
Aspach ·
Auenwald ·
Backnang ·
Berglen ·
Burgstetten ·
Fellbach ·
Großerlach ·
Kaisersbach ·
Kernen im Remstal ·
Kirchberg an der Murr ·
Korb ·
Leutenbach ·
Murrhardt ·
Oppenweiler ·
Plüderhausen ·
Remshalden ·
Rudersberg ·
Schorndorf ·
Schwaikheim ·
Spiegelberg ·
Sulzbach an der Murr ·
Urbach ·
Waiblingen ·
Weinstadt ·
Weissach im Tal ·
Welzheim ·
Winnenden ·
Winterbach